# Xã Brandon, Quận Minnehaha, South Dakota
Xã Brandon (tiếng Anh: Brandon Township) là một xã thuộc quận Minnehaha, tiểu bang Nam Dakota, Hoa Kỳ. Năm 2010, dân số của xã này là 774 người.